# Villanueva (ort i Colombia, Santander, lat 6,67, long -73,17)
Villanueva är en ort i Colombia.   Den ligger i departementet Santander, i den centrala delen av landet, 250 km norr om huvudstaden Bogotá. Villanueva ligger 1 454 meter över havet och antalet invånare är 3 707.
Terrängen runt Villanueva är kuperad åt sydost, men åt nordväst är den bergig. Runt Villanueva är det ganska tätbefolkat, med 96 invånare per kvadratkilometer. Närmaste större samhälle är San Gil, 13,1 km söder om Villanueva. Omgivningarna runt Villanueva är en mosaik av jordbruksmark och naturlig växtlighet.